# 802 Naval Air Squadron
Das 802 Naval Air Squadron war eine Einheit der Fleet Air Arm der Royal Navy. Im Zweiten Weltkrieg ging die Jagdrstaffel durch Versenkung
der Träger Glorious, Audacity und Avenger dreimal verloren.

## Entstehung der Staffel
Die Einheit wurde am 3. April 1933 als Jagdstaffel aus den Flights No. 408 und No.409 gebildet. Die mit neun Hawker Nimrod und drei Hawker Osprey ausgerüstete Staffel kam auf den Flugzeugträger Glorious bei der Mediterranean Fleet. Während einer Überholung der Glorious ab 1934 wurde die Staffel kurzzeitig auch vom Schwesterschiff Courageous bei der Home Fleet eingesetzt, ehe sie wieder auf die Glorious kam Im Mai 1939 erfolgte die Umrüstung der Staffel auf zwölf Gloster Sea Gladiator.

## Zweiter Weltkrieg
Bei Ausbruch des Zweiten Weltkrieges war das 802. Squadron an Bord des Flugzeugträgers Glorious stationiert. Zur Ausrüstung gehörten zwölf Flugzeuge von zwölf Typ Gloster Sea Gladiator. Der Flugzeugträger wurde vom Mittelmeer zur Küste Norwegen verlegt. Nachdem die Glorious von den Schlachtschiffen Gneisenau und Scharnhorst am 8. Juni 1940 versenkt wurde, hörte die Einheit zunächst auf zu existieren.
Am 21. November 1941 wurde die 802. Squadron aus Teilen der 804. Squadron wieder aufgestellt und mit Grumman Martlets Mk. I ausgerüstet. Im Juli 1941 wurde die Einheit mit sechs Flugzeugen unter Leitung von Lt Cdr John Wintour auf den Geleitträger Empire Audacity eingeschifft. Die Einheit ging am 21. Dezember 1941 abermals verloren, als Empire Audacity am 21. Dezember 1941 von U 751 versenkt wurde.
Im Februar 1942 wurde die Einheit mit Hawker Sea Hurricanes Mk. Ib wieder aufgestellt und auf den Geleitträger Avenger verlegt, um den Nordmeergeleitzug PQ 18 zu begleiten. Nach einer Beteiligung an der Invasion in Nordafrika wurde die Avenger auf der Rückfahrt nach Großbritannien am 15. November 1942 von U 155 versenkt.
Im Mai 1945 wurde die Einheit mit 24 Supermarine Seafires L.III erneut aufgestellt.